# オーロラ D8
オーロラD8
オーロラD8の想像図
- 用途：実験機
- 設計者：Mark Drela
- 製造者：オーロラ・フライト・サイエンシズ
- 運用状況：開発中

オーロラD8（Aurora D8）は、オーロラ・フライト・サイエンシズが計画している将来の旅客機。

## 概要
マサチューセッツ工科大学(MIT)の研究成果を元にオーロラ・フライト・サイエンシズが製造する予定で現在は風洞実験等の調査の段階にある。2035年の就航を予定しており、高効率、低騒音の機体になる予定。主翼だけでなく断面が楕円形の胴体も揚力を生み出すので主翼を小型にできる。境界層制御を導入しており、耐不均等流れファン (distortion-tolerant fans)で幅広胴体の上面空気流の境界層を吸入して空気流全体にエネルギーを与えて、燃費を改善する。

## 特徴
- “ダブル・バブル(double-bubble)”型胴体
- ボーイング737級の180席の実証機
- NASA「XD8」の要件を満たす
- 胴体はFAAのCLEEN(Continuous Lower Energy, Emission and Noise research program)プログラムに基づいて製造される複合材製

## 運用
NASAの協力で実施される予定